# 康乃瑟中心
康乃瑟中心（波兰语：Centrum Praskie Koneser）是波兰华沙一座商场、住宅和文娱综合体，由前康乃瑟伏特加酒厂改建。该综合体四周环绕着Ząbkowska 街、Nieporęcka 街、Białostocka 街和 Markowska 街。

## 历史
华沙康乃瑟伏特加工厂（最初为烈酒蒸馏厂）于 1897 年在波兰-俄罗斯华沙烈酒提纯和销售协会的倡议下成立。厂区除工业建筑外，还包括仓库、车间、住宅楼和一所学校。2007年停产，2017年改建的商业综合体开业。次年伏特加博物馆开业。